# Katherine Oppenheimer
Katherine " Kitty " Oppenheimer (nhũ danh Puening ; 8 tháng 8 năm 1910 – 27 tháng 10 năm 1972) là một nhà sinh vật học, thực vật học người Mỹ gốc Đức và là cựu thành viên của Đảng Cộng sản Hoa Kỳ. Bà được biết đến nhiều nhất với tư cách là vợ của nhà vật lý J. Robert Oppenheimer, giám đốc phòng thí nghiệm Los Alamos của Dự án Manhattan trong chiến tranh thế giới thứ hai.